# Kuban-Kosakenheer

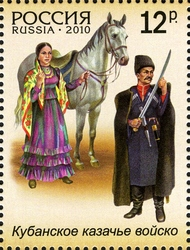
Kuban-Kosakenheer (auf russischer Briefmarke 2010)

Das Kuban-Kosakenheer (russisch Куба́нское каза́чье во́йско) wurde 1860 gegründet und 1920 aufgelöst. Es war die einzige Formation ukrainischer Kosaken innerhalb der elf offiziellen Kosakenheere der Kaiserlich-russischen-Armee.

## Geschichte

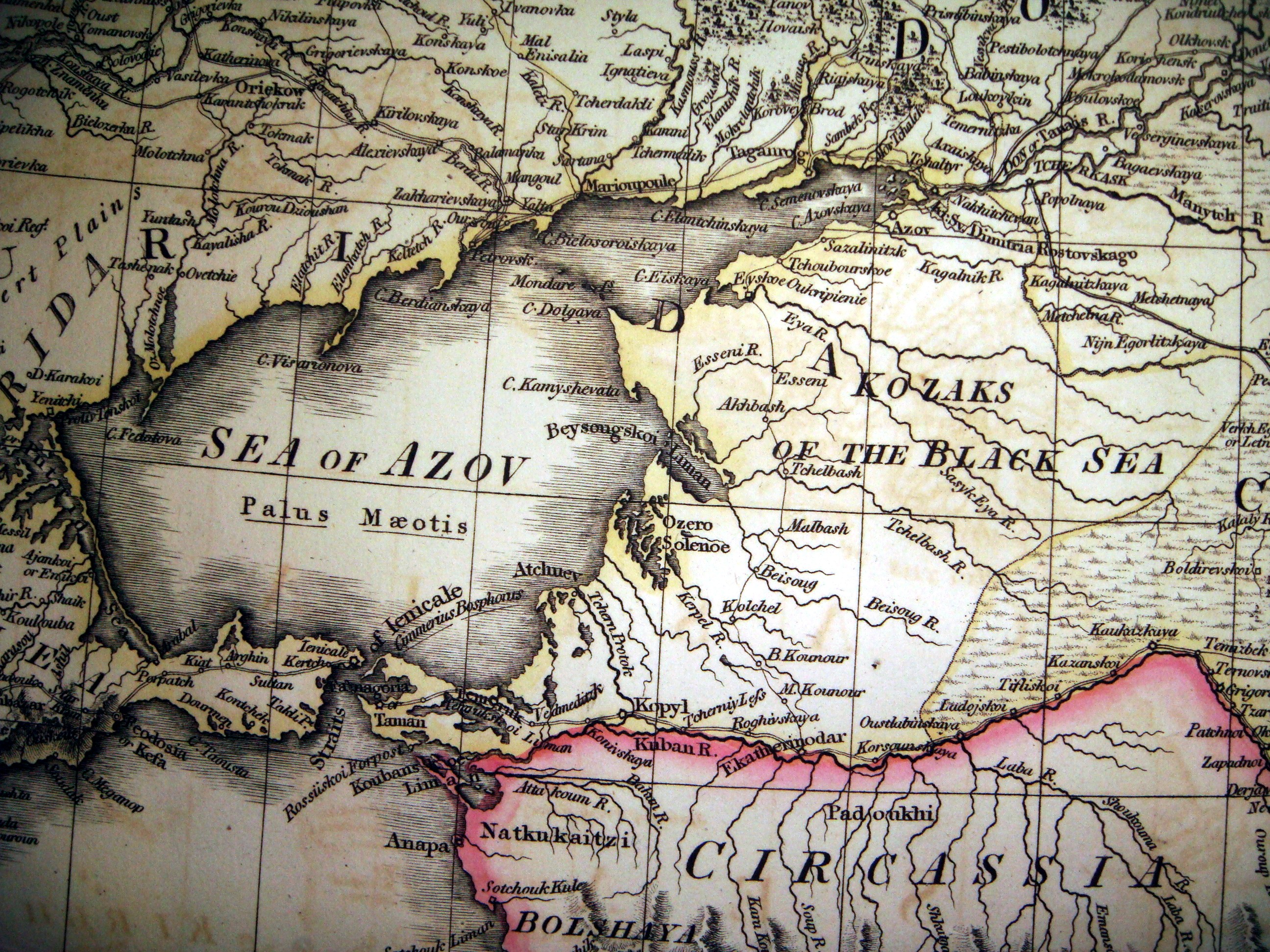
Siedlungsgebiet der Kubankosaken (1806)

Die Kosaken lebten lange vor der Gründung des Kuban-Kosakenheeres im Kuban-Gebiet. Sie ließen sich meist am rechten Ufer des Kuban, einem Fluss zum Asowschen Meer im Kaukasus, nieder. Zuweilen gründeten auch Kosaken aus anderen Gebieten ihre Siedlungen in Kuban. Im Jahre 1860 wurde das Kuban-Kosakenheer aus den Beständen des Schwarzmeer-Kosakenheers, des Saporoger Kosakenheeres und Einheiten der westlichen Grenzarmee der russischen Armee aufgestellt. Nach der Niederschlagung des Aufstandes des Kosaken-Ataman Stepan Rasin (1630–1671), kamen viele Kosaken, die entkommen konnten, in das Gebiet und ließen sich am Kuban nieder. Später zogen Nekrassow-Kosaken mit ihren Familien, insgesamt etwa 8000, an den Kuban. Nachdem die Saporoger aufgelöst worden waren, siedelten sich die meisten ihrer Kosaken unter dem Namen „Kosaken des Schwarzen Meeres“ (1792) im Kuban-Gebiet an. 1794 wurden in Kuban einige Stanizas von Donkosaken gegründet. Die Umsiedlung der Kosaken aus den Flussgebieten des Dnjeprs und Dons und anderen Gebieten setzte sich im 19. Jahrhundert fort.

## Verwaltungsstruktur

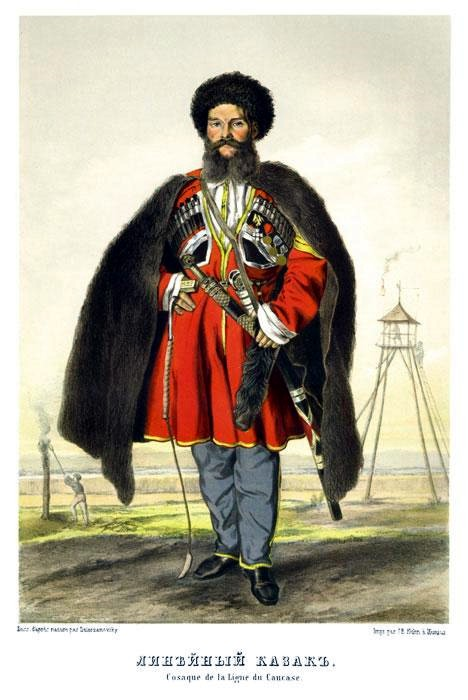
Kuban-Kosake (1862)

Seit der Gründung des Kuban-Kosakenheeres, im Jahre 1860, lebten etwa 400 000 Kosaken am Kuban, die Bevölkerung wuchs, einschließlich der Kosaken, bis 1912 auf insgesamt 1 392 000 Bewohner an. Die Schwarzmeerkosaken hatte bereits sehr früh eine deutliche Autonomie erlangt und waren dominant, während die Saporoger-Kosaken im frühen 19. Jahrhundert zunehmend eingeschränkter lebten. Strukturell waren sie nach den übrigen russischen Kosakenheeren aufgebaut. Die höheren Offiziere waren bis auf wenige Ausnahmen keine Kosaken, die militärische und zivile Befehlsgewalt war einem russischen General übertragen worden, der gleichzeitig als Ataman der Kuban-Kosaken fungierte und die Provinzregierung des Kuban-Gebiets repräsentierte. In den Kosakensiedlungen, den Stanizas und Garnisonen wurden Offiziere zu örtlichen oder Reional-Atamanen gewählt, die dann ihre Mitarbeiter und Richter einsetzten. Die Kuban-Kosaken verfügten über ein eigenes Finanzwesen und verlangten Steuern, die für die Bildung, die Gesundheitsfürsorge und öffentliche Arbeit Verwendung fanden; 1912 war das Kapital der Kosaken auf 16,5 Millionen Rubel angewachsen. Jedem Kosaken, über 16 Jahre, wurde ein eigenes Stück Land garantiert; ein Zehntel des Landes blieb in Reserve für die spätere Verteilung. In regelmäßigen Abständen wurde das Land nach Bedarf neu verteilt. Durch die ständigen örtlichen Versetzungen des Militärpersonals konnten die Kosaken ihre Höfe nicht selbst bewirtschaften, so dass diese vernachlässigt wurden. Die höheren Offiziere kauften dann das Land zu günstigen Bedingungen auf, vermieteten es an die Bauern und ließen das Land durch Lohnbauern bestellen. Die Landwirtschaft und der Anbau von Winterweizen, Reis, Gerste, Hafer und Flachs waren für die Ernährung der Bevölkerung vorrangig. Im späten 19. Jahrhundert begann der Aufbau einer Pferdezucht.

## Militärische Organisation
Die Grundausbildung der Rekruten wurde in den örtlichen Kosakensiedlungen absolviert und dauerte 3 Jahre, dem folgte eine vierjährige aktive Laufzeit in den Regimentern, eine vierjährige Zeit in einer Reserve-Einheit mit jährlichen Sommerübungen, dem schloss sich eine weiter vierjährige Verwendung in einer Reserveeinheit mit einer Großübung an und schließlich standen sie für weitere fünf Jahre in einer Mobilmachungseinheit zur Verfügung. Somit ergab sich im Jahre 1860 ein stehendes Kosakenheer aus 22 Kavallerie-Regimentern, 3 Kavallerie-Eskadronen, 13 Spähtruppeinheiten und 5 Artillerie-Batterien. Darüber hinaus wurden Teileinheiten des Kuban-Heeres in Warschau und anderen Orten des Russischen Kaiserreiches disloziert. 1914 gliederte sich das Kosakenheer in 37 Kavallerie-Regimenter, 22 Aufklärungs-Bataillone, 6 Artillerie-Batterien und 47 unterschiedliche Einheiten in der Größenordnung von Hundertschaften. Die gesamte Personalstärke betrug etwa 90 000 Mann im aktiven Militärdienst.

## Auflösung und Widerstand
Nach der Oktoberrevolution von 1917 schlossen sich die meisten Kosaken der Freiwilligenarmee unter General Anton Iwanowitsch Denikin (1872–1947) an, dessen Pläne zur Wiederherstellung eines ungeteilten zaristischen Russlands scheiterten. 1920 wurde das Kuban-Kosakenheer von den Bolschewiki aufgelöst, viele Kubankosaken wurden vertrieben oder wanderten nach Westeuropa und Nordamerika aus. (→Entkosakisierung)

## Kuban-Kosaken in der deutschen Wehrmacht

Truppenkennzeichen der 1. Kosaken-Division im 2. Weltkrieg

In der 1. Kosaken-Division, die während des 2. Weltkrieges am 4. August 1943 aufgestellt wurde dienten Donkasaken, Kubankosaken und Terekkosaken. Die Kubankosaken waren im Kuban-Kosaken-Regiment 4 der I. Kosaken-Reiter-Brigade und dem Kuban-Kosaken-Reiter-Regiment 3 der II. Kosaken-Reiter-Brigade zusammengefasst worden. Nach der Kapitulation der Wehrmacht 1945 ging sie nach Österreich in britische Kriegsgefangenschaft, wurden aber von den Briten bei der sogenannten Lienzer Kosakentragödie an die Sowjets ausgeliefert. Danach unterlagen sie einer großen Verfolgung, Verbannung und Ächtung.

## Wiederbelebung des Kosakentums

Emblem der Russischen Streitkräfte

Unter der Führung des Ataman Wladimir Gromov erhielt 1991 das „All-Kubanische Kosaken-Heer“ nicht nur technische Unterstützung aus Nordamerika. Finanzielle Zuwendung und geldwerte Sonderrechte brachten auch das „Gesetz über die Rehabilitierung der unterdrückten Völker des Obersten Sowjets der RSFSR vom April 1991“ und das Dekret „Über Maßnahmen zur Realisierung des Gesetzes der Rußländischen Föderation – Über die Rehabilitierung der unterdrückten Völker, bezüglich der Kosaken vom Juni 1992“, und schließlich führte das Präsidial-Ukas „Über die Reformierung der militärischen Strukturen von Grenz- und Inlandstruppen auf dem Territorium der Nordkaukasischen Region der Rußländischen Föderation und über die staatliche Unterstützung des Kosakentums von 1993“ dazu, dass Kuban-Kosaken als reguläre Kräfte in die Russischen Streitkräfte integriert wurden. Die paramilitärisch organisierte Kuban-Armee führte daraufhin in Nordwestkaukasien halb-offizielle Einsätze durch und wurde auch als Sicherungskraft während der Olympischen Winterspiele 2014 in Sotschi eingesetzt.
Nach Aussagen des Ataman Alexander Wlassow befinden sich zum Zeitpunkt der Meldung (Dezember 2022) rund 3.000 Kämpfer der Kuban-Kosaken im Rahmen des russischen Überfalls in der Ukraine (von russischer Propaganda als „militärische Sonderoperation“ verharmlost). Vierzehn Tage lang seien diese Freiwilligen im Ausbildungszentrum der Kuban-Kosakenarmee in Taktik, Schießen, Aufklärung, militärischen, medizinischen und technischen Belangen geschult worden. Das Zentrum sei, nach Angaben des Pressedienstes, das erste Kosakenzentrum Russlands, das eine qualitativ hochwertige Ausbildung für Freiwillige anbietet und dabei die Erfahrungen aus Militäroperationen, Kriegen und lokalen Konflikten der vergangenen Jahrzehnte berücksichtigt.

## Kuban-Kosakenchor

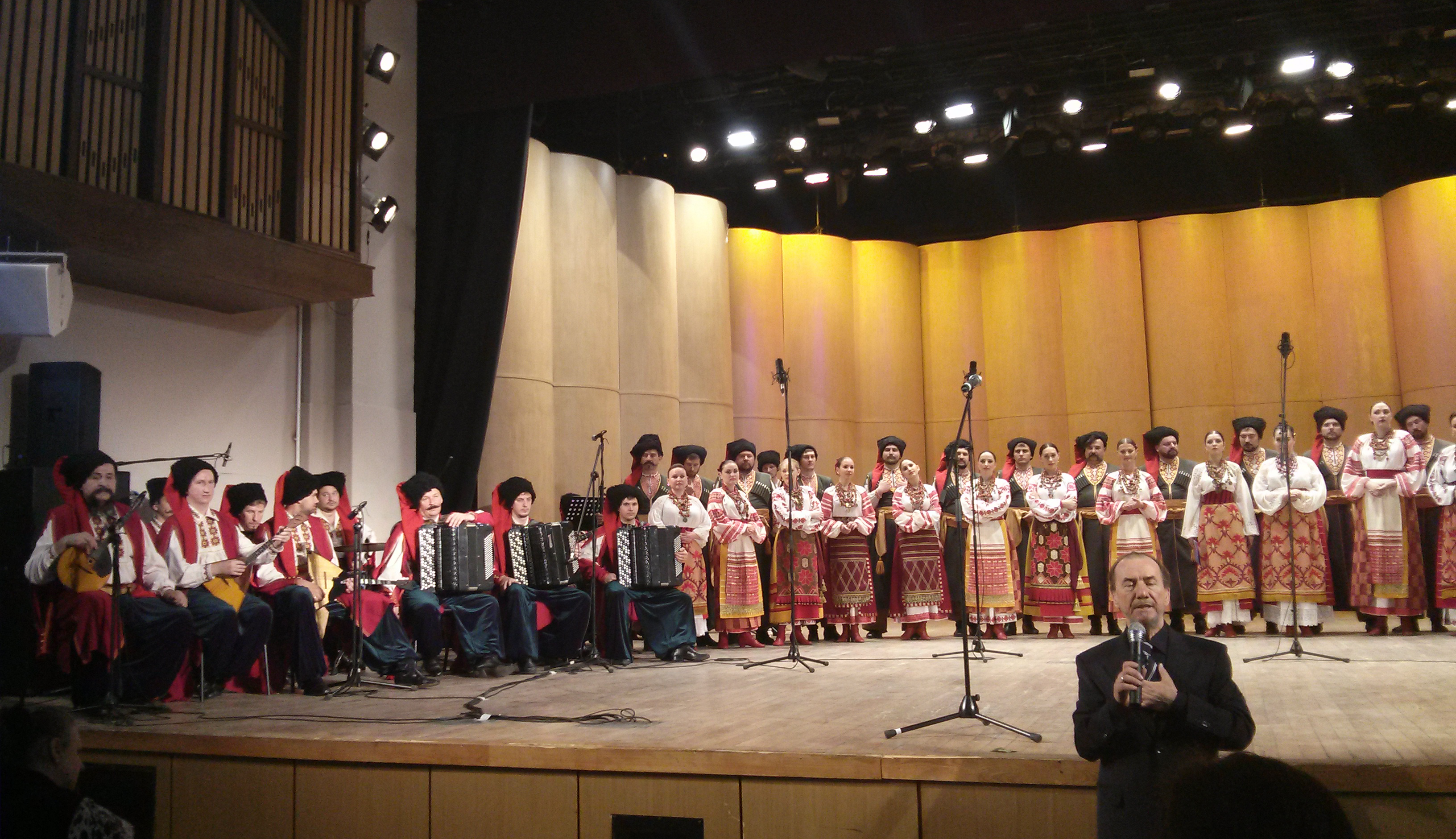
Kuban-Kosakenchor (2013)

Der Kosakenchor aus dem Kuban tritt auf der ganzen Welt auf, er ist ein altehrwürdiges Berufskollektiv aus Russland. „Der Staatliche akademische Kosakenchor aus dem Kuban hat seine Wurzeln beim Sängerchor des Kuban-Kosakencorps und wird im Jahre 2011 den 200. Jahrestag seiner Gründung begehen“. Der Chor besteht aus 150 weiblichen und männlichen Künstlern und teilt sich in Gesang und Tanz, Chor, Tanz und Kindergesang mit Tanz auf.
Das Repertoire des Chores umfasst Lieder in ukrainischer und russischer Sprache (z. B. »Ty sch mene pidmanula!«, »Oj, pri luzhku, pri luzhke« usw.).